# Afërdita
Afërdita ist ein weiblicher Vorname.

## Herkunft und Bedeutung
Der Name ist albanischen Ursprungs und bedeutet „Tagesanbruch“, „Morgen“. Er setzt sich aus den Elementen afër „nahe“ und ditë „Tag“ zusammen.

## Verbreitung
In Albanien und dem Kosovo ist der Name Afërdita weit verbreitet. Auch in Mazedonien und Montenegro kommt der Name regelmäßig vor, allerdings in der Schreibweise Aferdita.

## Bekannte Namensträgerinnen
- Afërdita Dreshaj (* 1986), albanische Sängerin und Model
- Afërdita Tusha (1945–2018), albanische Sportschützin
- Afërdita Mushica (* 2000), albanische Fußballspielerin